# Everything's Alright
"Everything's Alright" is een single van het Amerikaanse poptrio The Newbeats.

## Hitnotering
| Everything's Alright | Everything's Alright  | Everything's Alright | Everything's Alright | Everything's Alright | Everything's Alright |
| Hitlijst             | Datum van binnenkomst | Week:                | 1                    | 2                    |                      |
| -------------------- | --------------------- | -------------------- | -------------------- | -------------------- | -------------------- |
| Nederlandse Top 40   | 02-01-1965            | Positie:             | 28                   | 27                   | uit                  |